# Mariana Montenegro
Pour les articles homonymes, voir Mariana et Montenegro.
Mariana Montenegro est une chanteuse, musicienne et actrice chilienne.

## Biographie
Mariana Montenegro est la chanteuse et compositrice du duo musical Dënver. Son partenaire est Milton Mahan.
C'est une militante des droits LGBT. On retrouve le thème aussi bien dans sa chanson Las Fuerzas, clip auquel elle participe, que dans la bande-son du film Joven y alocada ou que dans ses reprises de Mecano.

## Actrice
- 2011 : Cadena nacional (es) (série télévisée) : elle-même (Dënver)
- 2011-2013 : Demasiado Tarde (série télévisée) : elle-même (Dënver)
- 2014 : Especiales Musicales Central Once EMCO (série télévisée documentaire) : elle-même
- 2016 : Puro Chile (es) (série télévisée) : elle-même (Dënver)

### Bande-son
- 2011 : Cadena nacional (es) (série télévisée) (1 épisode) single : Olas gigantes
- 2012 : Joven y alocada single : Los adolescentes
- 2011-2012 : Demasiado Tarde (série télévisée) (2 épisodes) singles : "Los Bikers" ; "Feedback" ; "En medio de una fiesta"
- 2016 : Puro Chile (es) (série télévisée) (1 épisode) single : Los adolescentes